# ألفرد تشيونغ
ألفرد تشيونغ (بالصينية: 張堅庭) هو مخرج صيني، ولد في 28 ديسمبر 1955 في هونغ كونغ في الصين.

## وصلات خارجية
- ألفرد تشيونغ على موقع IMDb (الإنجليزية)
- ألفرد تشيونغ على موقع ألو سيني (الفرنسية)
- ألفرد تشيونغ على موقع ميوزك برينز (الإنجليزية)
- ألفرد تشيونغ على موقع أول موفي (الإنجليزية)
- ألفرد تشيونغ على موقع قاعدة بيانات الأفلام السويدية (السويدية)
- ألفرد تشيونغ على موقع قاعدة بيانات الفيلم (الإنجليزية)
- ألفرد تشيونغ على موقع كينوبويسك (الروسية)